# Вулиця Бориса Літвака
Вулиця Бориса Літвака — вулиця в історичному центрі Одеси, від вулиці Успенської до Малої Арнаутської вулиці.

## Історія
Історична назва вулиці — Міщанська. Походить від суспільних станів одеського населення. Поряд існували Князівська та Дворянська вулиці. На думку деяких дослідників, історична назва походить від розташування тут органів міщанського самоуправління.
До 19 вересня 2018 року вулиця носила назву Заславського — на честь організатора «Південноросійського Союзу робітників» в Одесі Євгена Заславського (1844—1878).
Зараз вулиця називається на честь Героя України, почесного громадянина міста та області Бориса Літвака (1930—2014).

## Відомі мешканці
- Художник Леонід Пастернак[4]